# ريجي فيس-إميه
ريجنالد «ريجي» فيس-إميه (بالإنجليزية: Reginald "Reggie" Fils-Aimé؛ ولادة: 25 مارس، 1961)‏ هو رجل أعمال أمريكي، وهو معروف كرئيس و‌مدير التنفيذي للعمليات سابق لقسم « نينتندو أوف أمريكا » (Nintendo of America)، فرع الولايات المتحدة لشركة الألعاب الفيديو اليابانية نينتندو. قبل ترقيته إلى الرئيس والمدير التنفيذي للعمليات، كان فيس-إميه نائب الرئيس التنفيذي للمبيعات والتسويق. تعامل مع الشركة من 2004 لغاية 2019.
في 21 فبراير 2019 أعلن فيس-إميه اعتزاله منصب رئيس الشركة ومدير العمليات ابتداً من 15 أبريل 2019، وحل مكانه دوغ باوزر، رئيس مبيعات للشركة آنذاك.

## السيرة الذاتية
ريجي فيس-إميه ولد من والدان هايتيان المهجران اللذان انتقلا لأمريكا بسبب وجهات النظر السياسية المعارضة لأجداده. تخرج من مدرسة برنتوود الثانوية وقبل في جامعة كورنيل في عام 1979. بينما كان في جامعة كورنيل، كان عضواً في « فاي سيغما كابا » (Phi Sigma Kappa). حصل على بكالوريوس العلوم في الاقتصاد التطبيقي في 1983.

### العمل المبكر
بعد حصوله على شهادته، اتخذ ريجي فيس-إميه موقف مع شركة بروكتر أند غامبل. بعد ذلك، تولى منصب المدير المسؤول عن التسويق الوطني لشركة بيتزا هت، حيث أطلقت منتجات « بيجفوت بيتزا » (Bigfoot Pizza) و« ذا بيج نيو يورك ر» (The Big New Yorker). وقد عمل كرئيس التسويق لشركة غينيس في الولايات المتحدة وكان مسؤولًا عن جميع الأصناف. كما عمل الرئيس التنفيذي للتسويق في شركة دربي للدرجات (Derby Cycle Corporation)، وتوجيه جهود التسويق والمبيعات لمدة ثماني أصناف. وقد عمل بشركة في إتش 1 ومطعم صيني.